# Зарево (Первомайский район)
За́рево — посёлок в Первомайском районе Оренбургской области. Входит в состав Володарского сельсовета.

## География
Посёлок находится на левом берегу реки Чаган, на расстоянии 14 км к востоку от районного центра посёлка Первомайский, административного центра района.

### Часовой пояс
Посёлок Зарево, как и вся Оренбургская область, находится в часовой зоне МСК+2. Смещение применяемого времени относительно UTC составляет +5:00.

## История
Основан в 1931 году как отделение совхоза имени Володарского. В 1966 году Указом Президиума Верховного Совета РСФСР посёлок отделения № 3 совхоза имени Володарского переименован в Зарево.

## Население
| 2010 |
| ---- |
| 249  |